# ノブレス・オブリージュ
ノブレス・オブリージュ（仏: noblesse oblige フランス語: [nɔblɛs ɔbliʒ]）とは、高い社会的地位には義務が伴うことを意味するフランス語。「nobless」は「高貴さ」、「oblige」は「（義務を）強制する」という意味である。

## 概要
フランス語の oblige は、動詞 obliger の三人称単数現在形で、目的語を伴わない絶対用法である。名詞ではない。

## 起源
この言葉自体は1808年のピエール＝マルク＝ガストン・ド・レヴィの記述「noblesse oblige」を発端とし、1836年のオノレ・ド・バルザック『谷間の百合』にてそれを引用することで広く知れ渡ることになる。
英語では、ファニー・ケンブルが、1837年の手紙に「……確かに、『貴族が義務を負う（noblesse oblige）』のならば、王族は（それに比して）より多くの義務を負わねばならない。」と書いたのが最初である。
最近では、主に富裕層、有名人、権力者、高学歴者が「社会の模範となるように振る舞うべきだ」という社会的責任に関して用いられる。
「ノブレス・オブリージュ」の核心は、貴族に自発的な無私の行動を促す明文化されない不文律の社会心理である。それは基本的には、心理的な自負・自尊であるが、それを外形的な義務として受け止めると、社会的（そしておそらく法的な）圧力であるとも見なされる。
法的な義務ではないため、これを為さなかったことによる法律上の処罰はないが、社会的批判・指弾を受けたり、倫理や人格を問われたりすることもある。

## 実例
古代ローマにおいては、貴族が道路や建物などのインフラストラクチャー整備などの建築費を支払うことがあった。その代わり、建設した道路や建物に自分の名前をつけることもあり、例えばアッピア街道は、アッピウス・クラウディウス・カエクスによって建設された。
貴族が21世紀の現在も存在するイギリスでは、上流階級にはノブレス・オブリージュの考えが求められている。第一次世界大戦では貴族や王族の子弟にも戦死者が多く、第二次世界大戦では王女時代のエリザベス2世がイギリス軍に従軍し、フォークランド紛争にもアンドルー王子などがイギリス軍に従軍している。現在でも、例えば高校卒業後のギャップ・イヤーに、ウィリアム王子がチリで、ヘンリー王子がレソトの孤児院でボランティア活動に従事している。また、ウィリアムはホームレス支援事業のパトロンでもあり、自ら路上生活を体験した他、「ビッグイシュー」の販売員を務めた事もある。
アメリカ合衆国では、セレブリティや名士が、ボランティア活動や寄付をすることは一般的なことである。これは企業の社会的責任遂行（いわゆるCSRの例）にも通じる考え方でもある。
日本においても、第二次世界大戦前の皇族や王公族の男子は、国民皆兵からノブレス・オブリージュの精神により率先して日本軍の軍務（近衛師団など）に就くことになっていた。戦死したり、戦病死した者も出ており、特に北白川宮家は三代にわたり戦死や陣没で死亡している。日露戦争では、閑院宮載仁親王が騎兵第2旅団長として出征し、最前線でロシア帝国陸軍と戦っている。そのほか、同戦争では伏見宮博恭王が連合艦隊旗艦「三笠」分隊長として黄海海戦に参加し、戦傷を負った。艦長や艦隊司令長官を務めるなど、皇族出身の軍人の中では実戦経験が豊富であり、「伏見軍令部総長宮（ふしみぐんれいぶそうちょうのみや）」と呼称される。三笠宮崇仁親王も陸軍将校「若杉参謀大尉」として、中国戦線の支那派遣軍に従軍している（終戦時は大本営で少佐）。ただ、入隊した皇族の待遇は一般の将校や兵士とは別格であることが多く、たとえば広島県江田島の海軍兵学校にあった高松宮宣仁親王の宿舎は「御殿」と呼ばれていた。また、皇族女子も日本赤十字社などの機関において貢献することが求められた。皇族や王公族ほどではないが華族男子もノブレス・オブリージュの精神に基づき、なるべく軍務につくことが求められた。

## 用例
ウィリアム・フォークナーは、この言葉を『響きと怒り』や『エミリーにバラを』 (Rose for Emily) を含む小説や短編の中でたびたび用いた。
ジェニファー・トルバート・ロバーツの著書 "Athens on Trial" によると、古代アテナイの公共奉仕におけるノブレス・オブリージュの例があるという。古代アテナイでは、戦闘用船舶の供給や饗宴の開催、合唱団の訓練などが、公的な義務として裕福な市民に割り当てられていた。ロバーツによれば、富裕者たちは非常に高価なこの種の特権に関し、明確に相反する感情を抱いていた。この例は、現代のノブレス・オブリージュとは若干意味合いが異なるようである。古代ギリシア社会は奴隷制を取っており、奴隷に上記の義務を割り振ることはできなかったという側面もある。